# 중국약과대학역
중국약과대학역은 2010년에 개통한 중국의 철도역이다.

## 역 주변
- 중국약과대학